# 宏凱寶螺
宏凱寶螺（学名：Cypraea vicdani）为寶螺科寶螺屬下的一个种。